# Titularbistum Timici
Timici ist ein Titularbistum der römisch-katholischen Kirche.
Es geht zurück auf einen untergegangenen Bischofssitz in der gleichnamigen antiken Stadt, die in der römischen Provinz Mauretania Caesariensis (heute nördliches Algerien) lag.
| Titularbischöfe von Timici |                                  |                                            |                   |                   |
| Nr.                        | Name                             | Amt                                        | von               | bis               |
| 1                          | Fernando Ariztía Ruiz            | Weihbischof in Santiago de Chile (Chile)   | 25. Mai 1967      | 11. Dezember 1976 |
| 2                          | Ramón Darío Molina Jaramillo OFM | Weihbischof in Bogotá (Kolumbien)          | 6. Mai 1977       | 23. März 1984     |
| 3                          | Toribio Ticona Porco             | Weihbischof in Potosí (Bolivien)           | 5. April 1986     | 4. Juni 1992      |
| 4                          | Francisco Cases Andreu           | Weihbischof in Orihuela-Alicante (Spanien) | 22. Februar 1994  | 26. Juni 1996     |
| 5                          | John Du                          | Weihbischof in Cebu (Philippinen)          | 21. November 1997 | 21. April 2001    |
| 6                          | Donald George Sproxton           | Weihbischof in Perth (Australien)          | 12. Dezember 2001 |                   |